# Scott McCoy

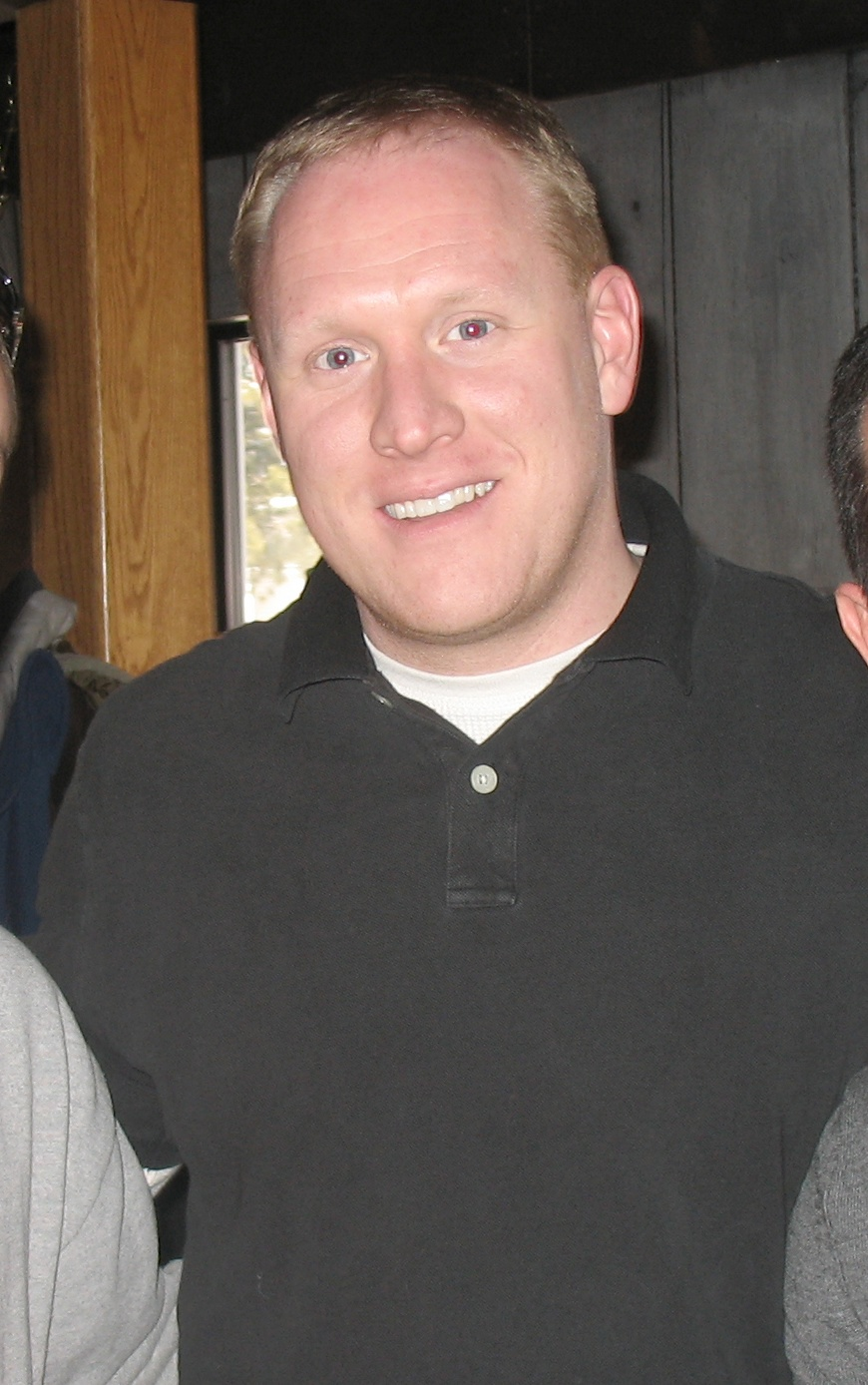
Scott McCoy

Scott McCoy ist ein US-amerikanischer Jurist und Politiker in Utah.

## Leben
Nach seiner Schulzeit studierte McCoy Jura. McCoy besuchte das William Jewell College in Liberty, Missouri (B.A., 1992), die George Washington University in Washington, D.C. (M.A., 1994) und die Benjamin N. Cardozo School of Law in New York City. McCoy wurde Mitglied der Demokratischen Partei. Vom 7. Februar 2005 bis 4. Dezember 2009 saß er im Senat von Utah. 2009 legte er sein Mandat nieder, um sich seiner Karriere als Rechtsanwalt zu widmen. Nachfolger im Senat wurde sein Parteikollege Ben McAdams.
McCoy lebt mit seinem Lebensgefährten Mark Barr in Salt Lake City.